# Río Apa
Der Río Apa ist ein südamerikanischer Fluss, der in Ost-West-Richtung verläuft, bis er in den Río Paraguay mündet. Er bildet auf fast seinem gesamten Verlauf die natürliche Grenze zwischen Paraguay und Brasilien.
Sie beginnt im Amambay-Gebirge und dient von den Partnerstädten Bella Vista Norte und Bela Vista aus als Grenze zwischen dem Bundesstaat Mato Grosso do Sul und den Departements Amambay und Concepción. Er verläuft durch ein sehr flaches Gelände, sodass seine Route sehr kurvenreich ist und viele Mäander aufweist, bis er vor der Stadt San Lazaro in den Río Paraguay mündet.
Seine Hauptzuflüsse, der Arroyo Estrella, der Pirapucu, der Caracol und der Perdido, fließen von der Gebirgskette Serra da Bodoquena herab auf das rechte Ufer zu.